# Camauro

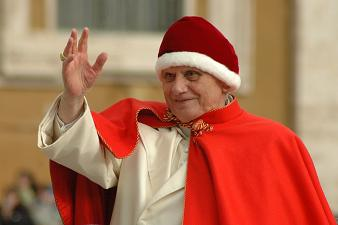
Papa Benedetto XVI con il camauro il 28 dicembre 2005

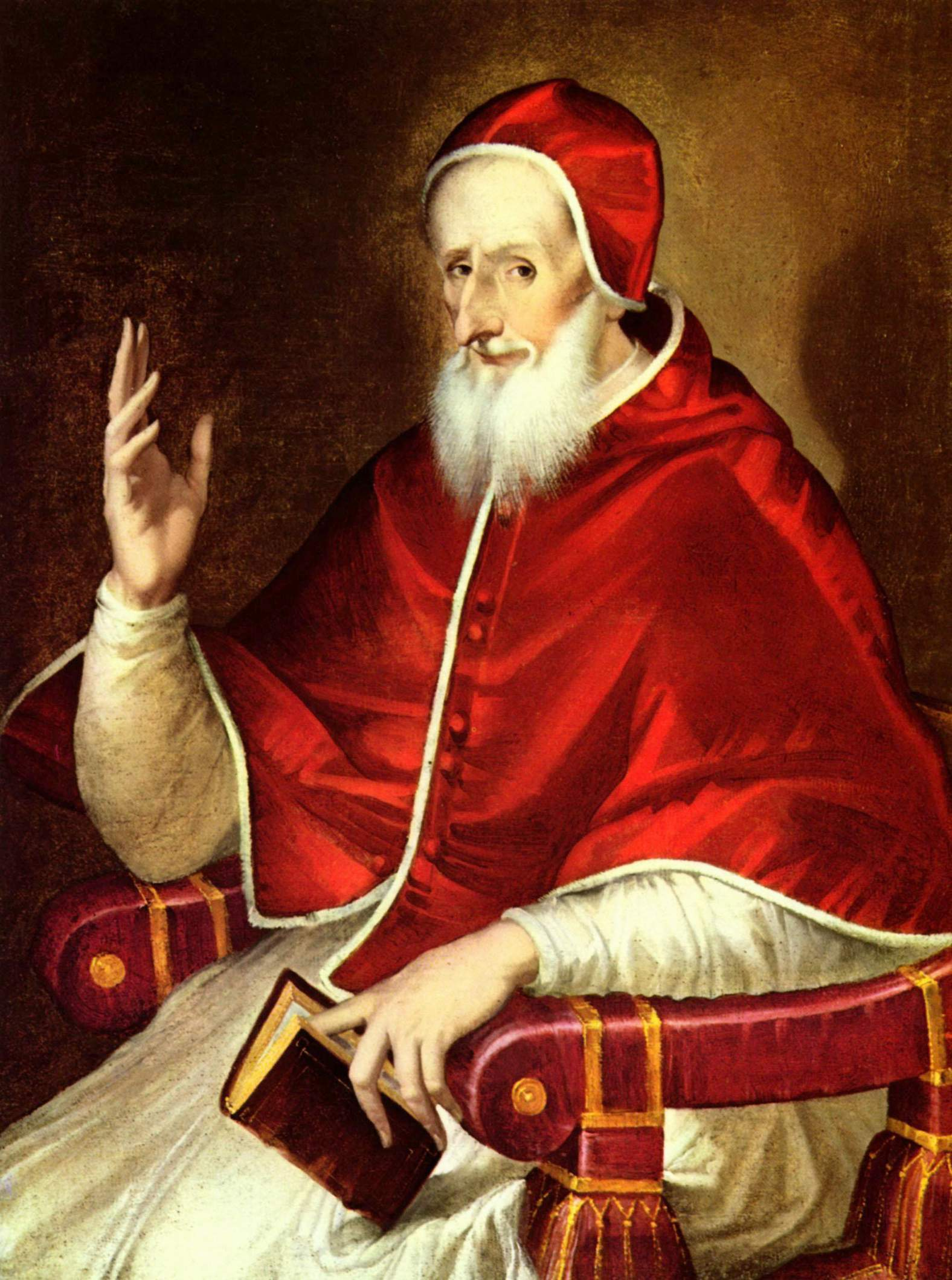
San Pio V con il camauro

Camauro classico e camauro bianco

Il camauro è un copricapo extraliturgico indossato dai pontefici della Chiesa cattolica, realizzato in velluto rosso. È bordato di pelliccia di ermellino nel corso dell'inverno,  o di raso rosso durante la stagione estiva.

## Etimologia
Il nome camauro è la traduzione moderna del latino camelaucum, a sua volta evoluzione dal greco kamelaùchion che significa berretto in pelo di cammello, con evidente riferimento al primo materiale con cui era prodotto. In latino medioevale si chiamava camaurum.

## Utilizzo

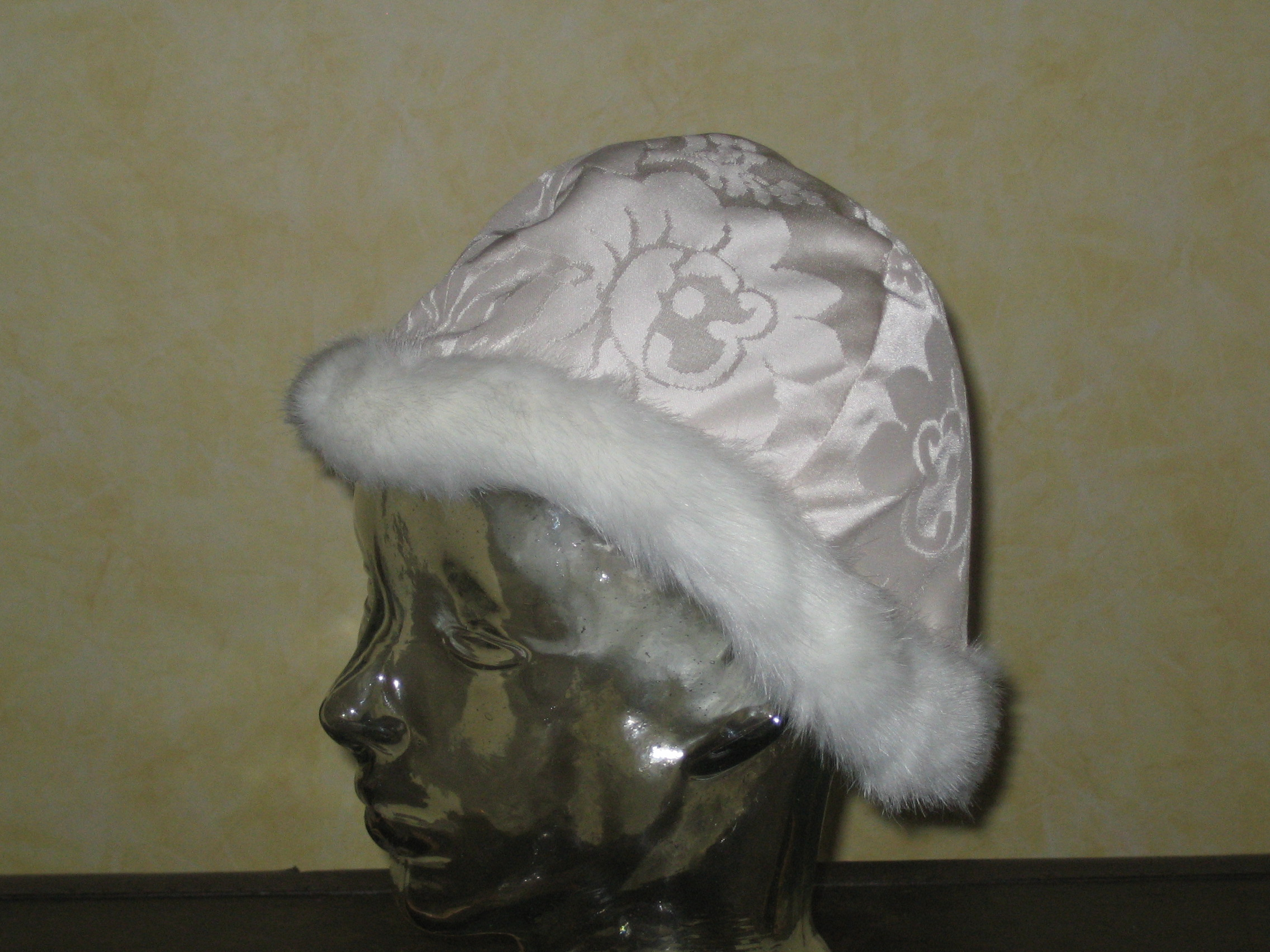
Camauro bianco

Il camauro era usato dai papi in occasione delle uscite invernali, poiché, a differenza dello zucchetto, questo cappello protegge la testa e le orecchie dal freddo; durante la settimana in albis, il camauro era di color bianco.
L'indumento fu indossato dai papi dal XII secolo fino al Settecento, secondo un uso che fu poi ripreso, molto più tardi, da Leone XIII e, in seguito, da Giovanni XXIII, che convocò il sarto Gammarelli commissionandogli il pregiato copricapo.
Dopo più di quarant'anni di abbandono il camauro è stato impiegato da Benedetto XVI nel corso di due udienze generali del 21 e 28 dicembre 2005, suscitando un certo interesse. A questo proposito, rispondendo alla domanda se l'uso del copricapo fosse un messaggio d'impronta tradizionalista, papa Ratzinger così rispose:
Esisteva anche una versione estiva in raso rosso del camauro, ma non è stata più usata dai tempi del Rinascimento.